# Dipodillus rupicola
Dipodillus rupicola es una especie de roedor de la familia Muridae.

## Distribución geográfica
Se encuentra en Malí.

## Hábitat
Su hábitat natural son: Sabanass áridas, y zonas rocosas.